# Arcane
Arcane är en amerikansk datoranimerad TV-serie från 2021, skapad av Christian Linke och Alex Yee. Den är baserad på datorspelet League of Legends från 2009, skapat av Riot Games.
Seriens första säsong hade premiär på streamingtjänsten Netflix den 7 november 2021. Två veckor efter premiären blev en andra säsong bekräftad av Netflix och Riot Games. Den släpptes i november 2024 och blev den sista säsongen. De två säsongerna hade tillsammans en produktionskostnad på $250 miljoner.

## Handling
Serien utspelar sig flera år innan spelet "League of Legends" drar igång i den utopiska staden Piltover och den smutsiga underjordiska staden Zaun. Man får följa systrarna Jinx och Vi som befinner sig på motsatta sidor av ett krig om skruvade ideologier och mystisk teknologi.

## Rollista (i urval)
| Roll             | Engelsk röst         | Svensk röst             |
| ---------------- | -------------------- | ----------------------- |
| Vi               | Hailee Steinfeld     | Josefin Götestam        |
| Powder / Jinx    | Ella Purnell         | Mimmi Sandén            |
| Powder som ung   | Mia Sinclair Jenness | Valerie Tocca           |
| Jayce Talis      | Kevin Alejandro      | Felix von Bahder        |
| Caitlyn Kiramman | Katie Leung          | Mikaela Ardai Jennefors |
| Caitlyn som ung  | Molly Harris         |                         |
| Viktor           | Harry Lloyd          | Patrik Berg Almkvisth   |
| Silco            | Jason Spisak         | Jamil Drissi            |
| Mel Medarda      | Toks Olagundoye      | Anna Thiam              |
| Vander           | J.B. Blanc           | Adam Fietz              |
| Bolbok           | J.B. Blanc           |                         |
| Ekko             | Reed Shannon         | Edvin Ryding            |
| Ekko som ung     | Miles Brown          |                         |